# Menhir de la Chenillée
Der Menhir de la Chenillée (auch Pierre-Debout du Champ-de-la-Pierre, Pierre de Gargantua oder Pierre Levée de Chenillée genannt) ist ein Menhir im Süden von Saint-Vincent-sur-Graon und des Département Vendée in Frankreich.
Der Menhir hat eine Höhe von 4,75 m, eine Breite von 2,95 m und eine durchschnittliche Dicke von 1,1 m, steht an einer Wallhecke und besteht aus rosa Granit.
Der Menhir wurde 1988 unter Denkmalschutz gestellt.